# يوهانس كلاين
يوهانس كلاين (بالألمانية: Johannes Klein ) (و. 1684 – 1762 م) هو رياضياتي، وعالم فلك من التشيك .
توفي في براغ، عن عمر يناهز 78 عاماً.